# The Unfinished Sympathy
The Unfinished Sympathy és un grup musical de pop rock amb estil post-punk de la ciutat de Barcelona que va estar en actiu des de finals de la dècada de 1990 fins al 2010, i reformat el 2017.

## Discografia
- The Unfinished Sympathy (2001)
- An Investment In Logistics (2003)
- Rock For Food (2004)
- We Push You Pull (2006)
- Avida Dollars (2009)
- It's a Crush (2017)[2]